# Cantó de Roissy-en-Brie
El cantó de Roissy-en-Brie és un antic cantó francès del departament del Sena i Marne, a la regió de l'Illa de França. Estava enquadrat al districte de Torcy, i comptava amb 3 municipis i el cap cantonal era Roissy-en-Brie.
Va desaparèixer al 2015 i el seu territori es va dividir entre el cantó d'Ozoir-la-Ferrière i el cantó de Pontault-Combault.

## Municipis
- Ozoir-la-Ferrière, 20 707 habitants
- Pontcarré, 1 816 habitants
- Roissy-en-Brie, 19 693 habitants

## Història
| Data d'elecció                           | Identitat           | Partit | Qualitat |
| ---------------------------------------- | ------------------- | ------ | -------- |
| 1973-1979                                | M. Berthet          | PCF    |          |
| 1979-1985                                | Jacques Heuclin     | PS     |          |
| 1985-1992                                | Louis Reboul        | PS     |          |
| 1992-1998                                | Bernard Dizier      | PS     |          |
| 1998-2011                                | François Perrussot  | PS     |          |
| 2011-                                    | Jean-François Oneto | UMP    |          |
| les dades anteriors no són pas conegudes |                     |        |          |
|                                          |                     |        |          |